# 龟瓢虫
龟瓢虫（学名：Epiverta chelonia），瓢虫科龟瓢虫属的模式种，分布于中国云南、四川及西藏等地。模式产地为云南德钦县。
本种2023年被收录入中国《有重要生态、科学、社会价值的陆生野生动物名录》。